# Curry Mallet
Curry Mallet est une paroisse civile et un village du Somerset, en Angleterre.